# Kabupaten Bireuen
Kabupaten Bireuen es una de las Regencias o Municipios (kabupaten) localizado en la provincia de Aceh en Indonesia. El gobierno local del kabupaten y la capital se encuentra en la ciudad de Kota Bireuen.
El kabupaten de Bireuen comprende una superficie de 1,899 km² y ocupa parte del norte de la isla de Sumatra. Se localiza en la costa este de la provincia de Aceh. La población se estima en unos 340,271 habitantes.
El kabupaten se divide a su vez en 17 Kecamatan, 514 Kelurahan / Desa.

## Lista de Kecamatan
1. Gandapura
2. Jangka
3. Jeunib
4. Jeumpa
5. Juli
6. Kota Juang
7. Kuala
8. Kuta Blang
9. Makmur
10. Pandrah
11. Peudada
12. Peusangan
13. Peusangan Selatan
14. Peusangan Siblah Krueng
15. Peulimbang
16. Samalanga
17. Simpang Mamplam

## Enlaces
- Website de la provincia de Aceh (en indonesio)

- Datos: Q5722
- Multimedia: Bireuen Regency / Q5722